# Česká Třebová
Česká Třebová é uma cidade checa localizada na região de Pardubice, distrito de Ústí nad Orlicí.